# 胡拉坎
胡拉坎（Huracan）是馬雅神話中掌管風、風暴、火的創造神，創造人類的神之一。語源在馬雅語是「一隻腳（者）」之意。在創造人類之際，因人類的不敬而捲起暴風雨，引發大洪水導致人類滅絕。Huracan也是颶風（hurricane）的名稱由來。